# Adenandra coriacea
Adenandra coriacea là một loài thực vật có hoa trong họ Cửu lý hương. Loài này được Licht. ex Schult. mô tả khoa học đầu tiên năm 1819.